# Battaglia di La Rothière
La battaglia di La Rothière fu combattuta il 1º febbraio 1814 nell'ambito della campagna nel nord-est della Francia della Guerra della sesta coalizione, tra le truppe del Primo Impero francese comandate dall'imperatore Napoleone Bonaparte e le forze della sesta coalizione sotto la guida del feldmaresciallo Gebhard Leberecht von Blücher.
Lo scontro fu la diretta conseguenza della battaglia di Brienne combattuta tre giorni prima: dopo aver inflitto una modesta sconfitta alle forze di Blücher, Napoleone le aveva inseguite per un tratto per poi attestarsi nel villaggio di La Rothière per decidere il da farsi. Questo consentì a Blücher di ricongiungersi alle truppe alleate dell'armata di Karl Philipp Schwarzenberg e di organizzare un contrattacco con forze soverchianti: i francesi furono messi sotto pressione, ma tennero il campo e alla fine ripiegarono protetti dal buio.
La battaglia si concluse con la ritirata francese e la conseguente vittoria dei coalizzati. Per Napoleone si trattò della prima sconfitta subita in patria della sua carriera militare.

## Antefatti
Sul finire del dicembre 1813 le forze della Sesta coalizione diedero il via all'invasione della Francia metropolitana. I principali raggruppamenti alleati impegnati nella campagna nel nord-est della Francia erano costituiti dall'Armata della Slesia del feldmaresciallo prussiano Gebhard Leberecht von Blücher, con circa 80 000 truppe russe e prussiane, e dall'Armata di Boemia del feldmaresciallo austriaco Karl Philipp Schwarzenberg, con circa 200 000 soldati austriaci, russi e degli Stati tedeschi. Elementi delle forze di Schwarzenberg furono tra i primi a entrare in Francia, il 22 dicembre, passando attraverso il territorio svizzero a sud di Basilea; l'armata di Blücher entrò in Francia il 29 dicembre attraversando il medio corso del Reno tra Rastadt e Coblenza, mentre il grosso delle forze di Schwarzenberg passò a sua volta il Reno il 1º gennaio 1814 nella zona di Basilea.
Le pesanti perdite patite nella campagna di Germania del 1813 avevano ridotto ai minimi termini la Grande Armata di Napoleone, e gli oltre 480 chilometri della frontiera orientale francese erano difesi da non più di 67 000 soldati, in maggioranza coscritti appena richiamati e scarsamente addestrati ed equipaggiati; davanti a una simile sproporzione di forze, i marescialli di Napoleone poterono fare ben poco per contrastare il passaggio del Reno da parte dei coalizzati, e preferirono quindi ritirarsi offrendo scarsa resistenza. In nove giorni l'armata di Blücher coprì 120 chilometri portandosi, il 22 gennaio, oltre le rive del fiume Marna; Schwarzenberg, più cauto nei movimenti, marciando da sud-est raggiunse Langres il 17 gennaio dove sostò alcuni giorni prima di rimettersi in moto il 24 gennaio. Le due principali armate dei coalizzati erano ormai vicine a ricongiungersi per formare un'unica grande forza di quasi 300 000 uomini che avrebbe marciato congiuntamente su Parigi, centro nevralgico dell'impero napoleonico; l'unica possibilità per i francesi era quindi quella di impedire il ricongiungimento dei coalizzati e approfittare della dispersione delle due armate su un vasto fronte per affrontarle e batterle separatamente.

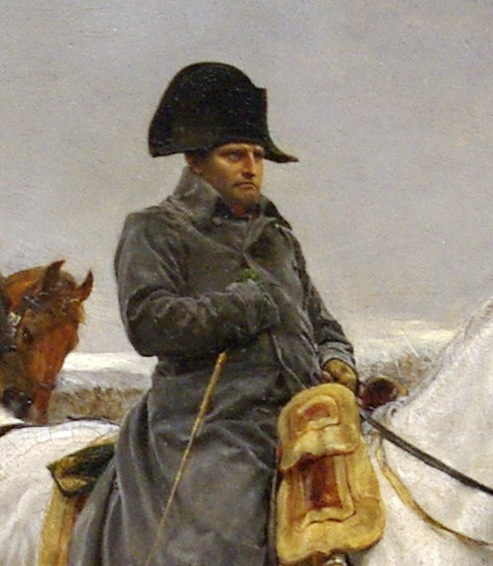
Napoleone durante la campagna di Francia del 1814, dettaglio di un quadro di Ernest Meissonier del 1864

Dopo aver cercato di consolidare la situazione politica interna della Francia, Napoleone lasciò Parigi il 25 gennaio per mettersi alla testa dell'armata campale impegnata contro i coalizzati. A Châlons-sur-Marne l'imperatore riuscì a radunare circa 35 000 uomini, che mosse subito verso sud-ovest per incunearsi nelle disperse forze di Blücher; solo la cattura fortuita di alcuni dispacci francesi impedì che il feldmaresciallo prussiano, attestato con il suo quartier generale nella zona di Brienne-le-Château, fosse colto di sorpresa dalla controffensiva francese. Blücher riuscì a richiamare appena in tempo parte delle sue forze, e la battaglia di Brienne il 29 gennaio fu una scontro dall'esito di poco favorevole ai francesi: dopo una dura battaglia Blücher abbandonò Brienne in mano al nemico, ma si ritirò con ordine in direzione dell'armata di Schwarzenberg, attestata nella zona tra Bar-sur-Aube e Chaumont. Entro il 30 gennaio Blücher e Schwarzenberg si erano ricongiunti nei pressi di Trannes.
Dopo l'inutile successo di Brienne Napoleone aveva perso il contatto con il nemico, di cui ignorava tanto la consistenza numerica quanto le intenzioni. Dopo aver cercato di inseguire le forze di Blücher in ritirata marciando verso sud da Brienne, il 30 gennaio l'imperatore si attestò a La Rothière, a metà strada tra Brienne e Trannes, per decidere il da farsi. Il maresciallo Édouard Adolphe Casimir Joseph Mortier stava fronteggiando l'avanguardia dell'Armata di Boemia nella zona di Troyes più a ovest, e Napoleone decise che quello sarebbe stato il settore principale dell'azione; l'imperatore dispose quindi la partenza della sua armata da La Rothière per la mattina del 1º febbraio, convinto che i coalizzati avrebbero attuato nel suo settore solo manovre diversive. A Trannes invece Blücher aveva convinto l'alto comando degli alleati a organizzare una grande offensiva contro le truppe di Napoleone, e quello stesso 1º febbraio si mise in marcia verso La Rothière alla testa di un'ampia armata.

## Forze in campo
Dalla posizione sulle colline a nord di Trannes i coalizzati avevano un'ottima visuale sulle posizioni francesi a La Rothière. Napoleone disponeva di circa 45 000 uomini, schierati con fronte rivolto a sud a coprire una linea a semicerchio lunga più di 11 chilometri dal villaggio di Dienville sul fiume Aube a ovest al villaggio di Morvillers a est, con l'abitato di La Rothière collocato più o meno al centro. Il fianco destro a Dienville era tenuto dal corpo d'armata del generale Étienne Maurice Gérard (circa 8 200 uomini), mentre il centro era tenuto dal corpo d'armata del maresciallo Claude-Victor Perrin (circa 6 000 uomini) appoggiato dalla cavalleria della Guardia imperiale del generale Étienne Marie Antoine Champion de Nansouty (7 100 uomini) e dall'artiglieria della Guardia del generale Antoine Drouot (1 100 uomini); il fianco sinistro fino a Morvillers era coperto dal corpo di cavalleria del generale Édouard Jean-Baptiste Milhaud e dal corpo d'armata del maresciallo Auguste Marmont (circa 6 700 uomini). Il corpo d'armata del maresciallo Michel Ney, con quasi 12 000 uomini di tre esperte divisioni della Giovane Guardia, si trovava alle spalle dell'armata ed era in procinto di mettersi in marcia verso nord alla volta di Troyes.
Benché il grosso delle forze dei coalizzati provenisse dalle file dell'Armata di Boemia, lo zar Alessandro I di Russia e il re Federico Guglielmo III di Prussia (entrambi presenti al quartier generale dell'armata) avevano deciso di affidare la conduzione dell'attacco a Blücher, riducendo Schwarzenberg al ruolo di mero spettatore. Il feldmaresciallo prussiano poteva schierare più di 102 500 uomini provenienti da cinque nazioni diverse; poiché alcuni di essi (i contingenti provenienti da Regno di Baviera e Regno di Württemberg) si erano solo da poco uniti alle forze della coalizione abbandonando la loro passata alleanza con la Francia, per evitare di confondere gli amici con i nemici a tutti gli uomini, dai generali ai soldati semplici, fu ordinato di indossare una fascia bianca annodata sul braccio sinistro.
Blücher collocò sulla sua ala sinistra, a cavallo dell'Aube, il corpo d'armata del generale Ignác Gyulay con 14 000 soldati austriaci; al centro erano collocati 22 600 russi provenienti dai ranghi dell'Armata della Slesia, suddivisi tra i corpi d'armata dei generali Zakhar Dmitrievich Olsufiev e Fabian Gottlieb von Osten-Sacken e il corpo di cavalleria del generale Illarion Vasil'evič Vasil'čikov; sulla destra infine si trovava il corpo d'armata del Württemberg proveniente dall'Armata di Boemia, con circa 12 500 uomini agli ordini del principe ereditario Guglielmo e del generale Frederic von Franquemont. Il corpo d'armata del generale Carl Philipp von Wrede, con 15 000 soldati bavaresi e la divisione austriaca del generale Johann Maria Philipp Frimont forte di altri 12 000 uomini, era in arrivo da Soulaines-Dhuys a nord-est ed era diretto contro il fianco esposto di Napoleone a Morvillers; infine, alle spalle del centro dei coalizzati era collocata la riserva dell'Armata di Boemia, agli ordini del generale russo Michael Andreas Barclay de Tolly e comprendente i reparti d'élite della Guardia imperiale russa (15 000 fanti e 4 700 cavalieri) e del corpo granatieri del generale Nikolaj Nikolaevič Raevskij (6 500 uomini).

## La battaglia

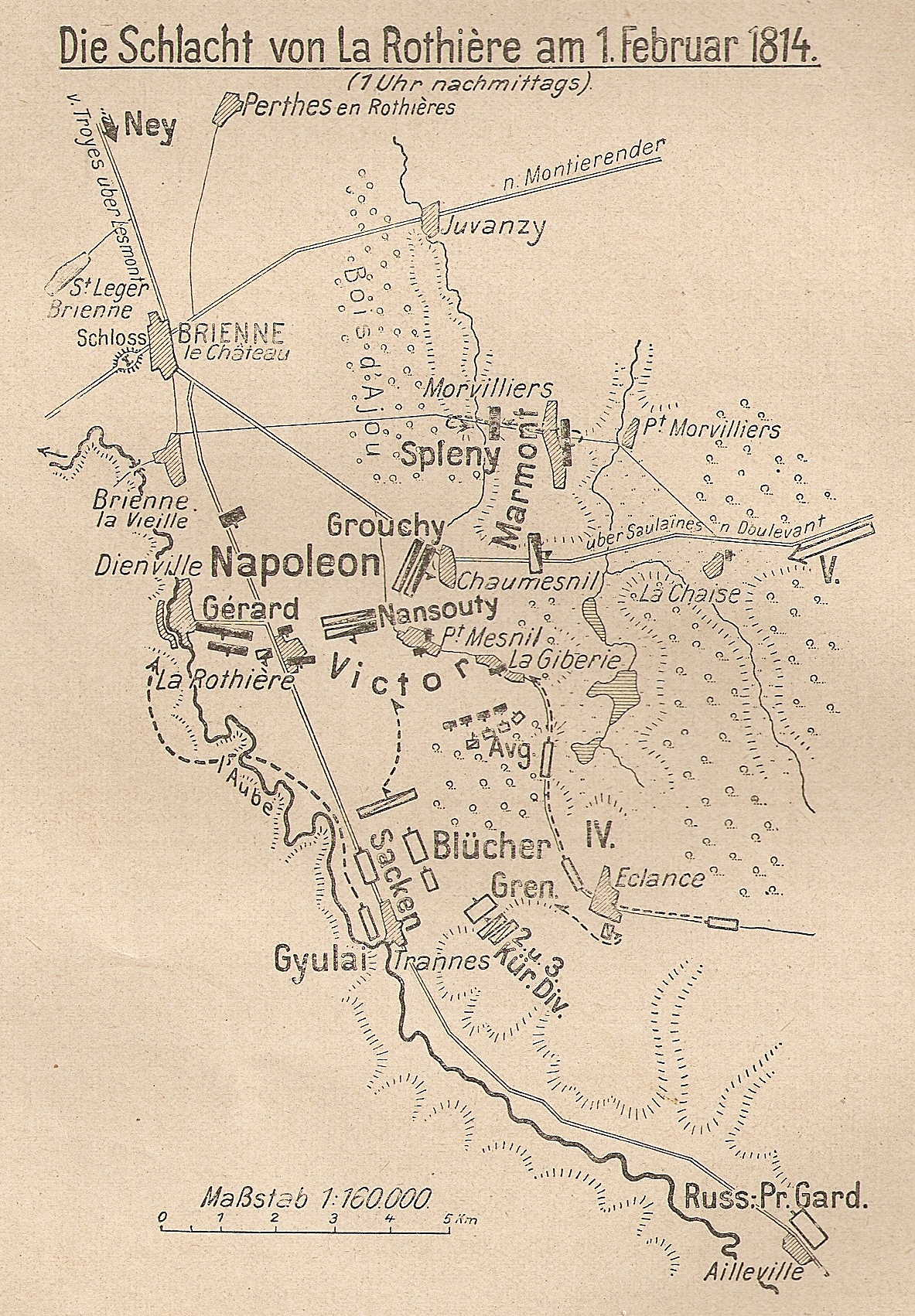
La posizione delle opposte forze all'inizio dello scontro

La mattina del 1º febbraio il tempo era pessimo nella zona di La Rothière, con temperature basse e un fitto nevischio che cadeva dal cielo; le strade della zona erano ridotte a un pantano di fango, rendendo molto difficile spostare l'artiglieria. Alle 09:00 Napoleone compì un giro di ispezione delle sue prime linee a La Rothière: rapporti della cavalleria francese e resoconti degli abitanti della zona segnalavano movimenti di truppe nemiche a partire dai villaggi di Trannes ed Éclance a sud della posizione tenuta dai francesi, ma la pessima visibilità data dalle nevicate impediva all'imperatore di farsi un'idea chiara della situazione. Ritenendo che qualunque movimento dei coalizzati nella zona fosse solo una manovra diversiva, alle 10:00 Napoleone ordinò al corpo di Ney di mettersi in marcia verso nord; due ore più tardi, tuttavia, un preoccupato rapporto del maresciallo Victor segnalò come consistenti colonne nemiche fossero in marcia per La Rothière, forze troppo numerose per rappresentare solo un diversivo. Pur ancora dubbioso sul dover affrontare una grande battaglia, Napoleone decise di restare sulle sue posizioni e ordinò a Ney di interrompere la manovra e di tornare a La Rothière.
Il piano dei coalizzati prevedeva di tenere impegnata l'armata di Napoleone con un attacco frontale mentre il corpo austro-bavarese di Wrede piombava sul suo fianco sinistro, tagliandogli la via di ritirata attraverso Brienne e stringendola con le spalle al fiume Aube; tuttavia, fu necessario aspettare che le forze di Wrede fossero in posizione e l'attacco non iniziò se non alle 13:00 con un forte bombardamento di artiglieria. Per una mezz'ora infuriò un lungo duello con l'artiglieria francese appostata sui due lati di La Rothière, finché il villaggio non fu preso d'assalto dalla fanteria russa del generale Sacken; il piccolo abitato di La Rothière era tenuto dalla divisione del generale Guillaume Philibert Duhesme, parte del corpo d'armata di Victor, che ingaggiò subito una dura lotta contro i russi in mezzo alle nevicate.
La cavalleria della Guardia imperiale francese del generale Nansouty cercò di parare la mossa caricando l'artiglieria russa che bersagliava La Rothière, ma i cannoni erano protetti da unità di jäger russi schierati a quadrato che infransero l'impeto dei cavalieri francesi. Sacken chiamò in aiuto la cavalleria del generale Vasil'čikov, e davanti a La Rothière si sviluppò una confusa mischia tra reparti montati con alterne vicende; alla fine, i francesi dovettero ripiegare abbandonando 24 cannoni dell'artiglieria a cavallo della Guardia in mano al nemico. Sacken poté così portare avanti il suo attacco a La Rothière, dove ormai i combattimenti erano alla baionetta: appoggiati dal fuoco di una grande batteria di 62 pezzi d'artiglieria, i russi espugnarono la chiesa e gran parte dell'abitato catturando anche otto cannoni nemici, ma i francesi di Duhesme furono in grado di tenere l'estremità settentrionale del villaggio.
Più a est, il corpo d'armata del Württemberg era emerso dai boschi a nord di Éclance e aveva assalito il piccolo abitato di La Giberie: quattro squadroni di cavalleggeri del Württemberg sorpresero due battaglioni di fanteria francesi lasciati senza supporto, e li misero in rotta prendendo 130 prigionieri. Victor fece intervenire una brigata, e dopo pesanti scontri i francesi riconquistarono La Giberie intorno alle 16:00, obbligando il principe Guglielmo a chiedere rinforzi a Blücher. La battaglia aveva preso vita anche sul lato opposto della linea francese, dove gli austriaci di Gyulay avevano assalito il villaggio di Dienville e il suo ponte sull'Aube tenuto dal corpo di Gérard; nonostante la superiorità numerica, tuttavia, gli austriaci non riuscirono a portare a termine l'attacco e furono respinti dalla violenta fucileria aperta dai francesi.

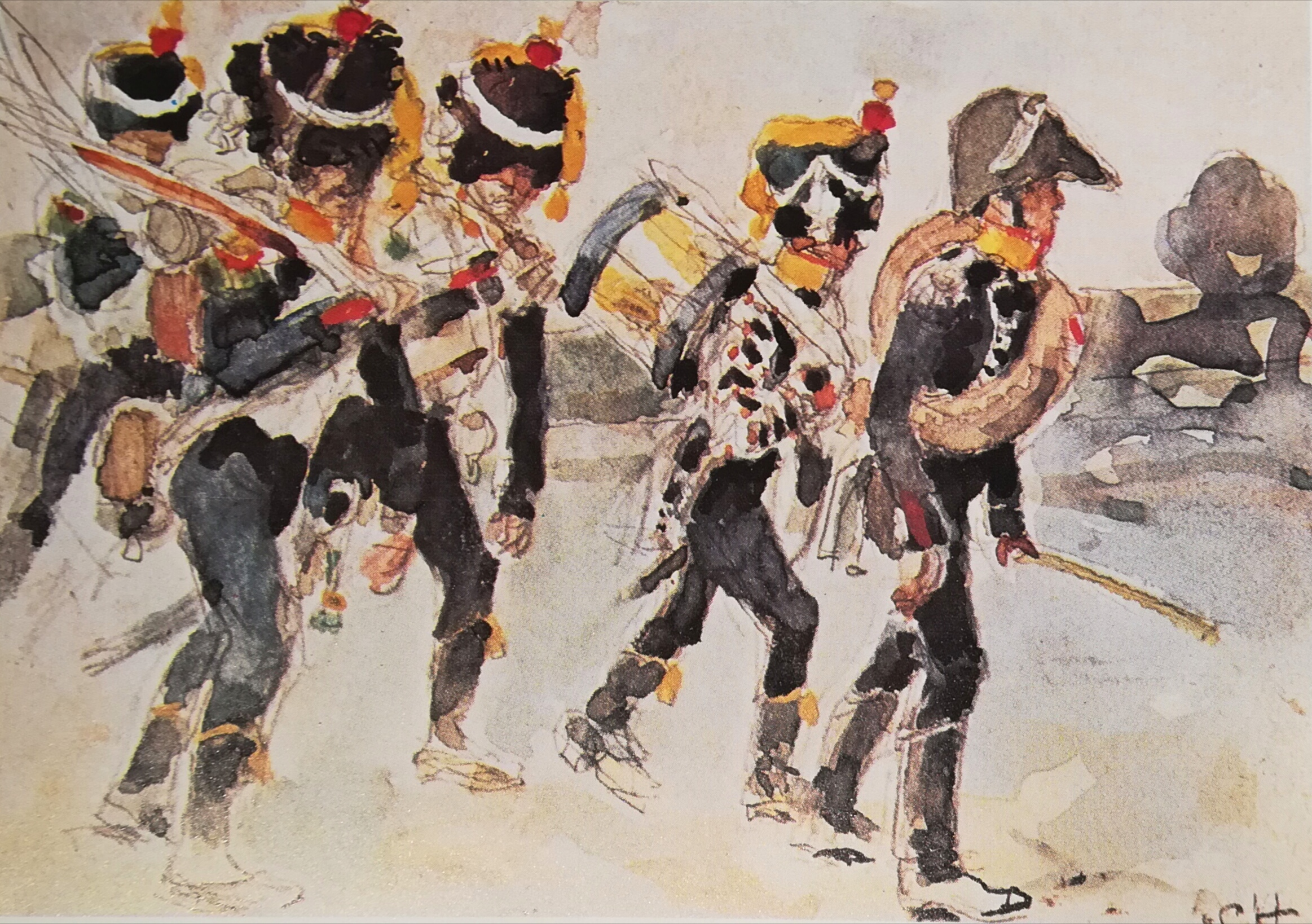
Fanteria leggera francese delle guerre napoleoniche in un acquerello di Carl Hollitzer

Napoleone si era finalmente reso conto di stare affrontando un grande attacco, e intorno alle 16:00 ordinò immediatamente al corpo della Giovane Guardia di correre in soccorso delle forze di Victor al centro: guidate da Ney, le forze francesi scacciarono i russi da La Rothière e lo stesso generale Sacken sfuggì di poco alla cattura. La divisione di cavalleria della Guardia comandata dal generale Pierre David de Colbert-Chabanais caricò in appoggio al contrattacco di Ney, infliggendo dure perdite alla fanteria di Sacken e al vicino corpo russo del generale Olsufiev che tentava di appoggiarlo. Blücher aveva fatto muovere la riserva russa di Barclay de Tolly in appoggio delle truppe del Württemberg a La Giberne, ma le pressanti richieste di aiuto da parte di Sacken lo obbligarono a ricredersi. Dopo una serie di ordini e contrordini, la divisione granatieri del generale Ivan Fëdorovič Paskevič entrò infine in azione a La Rothiére, ingaggiando feroci scontri con la divisione della Giovane Guardia del generale Pierre Decouz; alla fine i francesi furono respinti dal villaggio e lo stesso Decouz rimase gravemente ferito.
Mentre i combattimenti infuriavano al centro della linea francese, il corpo austro-bavarese di Wrede aveva ingaggiato una dura lotta sul fianco sinistro di Napoleone contro il corpo del maresciallo Marmont, attestato a difesa sulle alture tra i villaggi di Morvillers e Chaumesnil più a sud. Le unità austriache di Frimont lanciarono attacchi contro Morvillers, riuscendo infine a prendere il villaggio grazie al mero peso dei numeri; Marmont ordinò quindi un ripiegamento verso il bosco di Ajou alle spalle del villaggio. Alle 16:00 giunsero a Wrede richieste di aiuto da parte del principe Guglielmo, e il generale bavarese mandò un contingente ad attaccare il villaggio di Chaumesnil: i due battaglioni francesi che lo difendevano si ritirarono all'approssimarsi del nemico senza offrire resistenza. Informato della caduta di Chaumesnil, Napoleone ordinò un immediato contrattacco per riprendere il villaggio; la divisione di cavalleria della Guardia del generale Claude-Étienne Guyot, la divisione di fanteria leggera della Giovane Guardia del generale Claude Marie Meunier e una batteria di 16 cannoni lanciarono un attacco intorno alle 19:00, ma furono respinti dalla dura resistenza del nemico; la cavalleria austro-bavarese lanciò un contrattacco e catturò i cannoni della batteria francese.
Con il suo centro a un passo dallo sfondamento e la sua ala sinistra a rischio di aggiramento, a Napoleone non restò altro da fare che ordinare la ritirata. Intorno alle 20:00 la fanteria francese si ritirò da La Rothière, anche se una retroguardia trincerata nelle abitazioni della parte nord del villaggio tenne a bada i russi impedendogli di inseguire il nemico; l'oscurità crescente e la ripresa di forti nevicate aiutarono i francesi a sganciarsi dal nemico e confusero i movimenti dei coalizzati: reparti bavaresi e del Württemberg finirono con l'attaccarsi reciprocamente dopo essersi scambiati per nemici, consentendo a Marmont di districare le sue truppe da una difficile situazione. Alla fine, mentre i coalizzati si fermavano per la notte, Napoleone riuscì a far ripiegare le sue truppe verso nord.

## Conseguenze

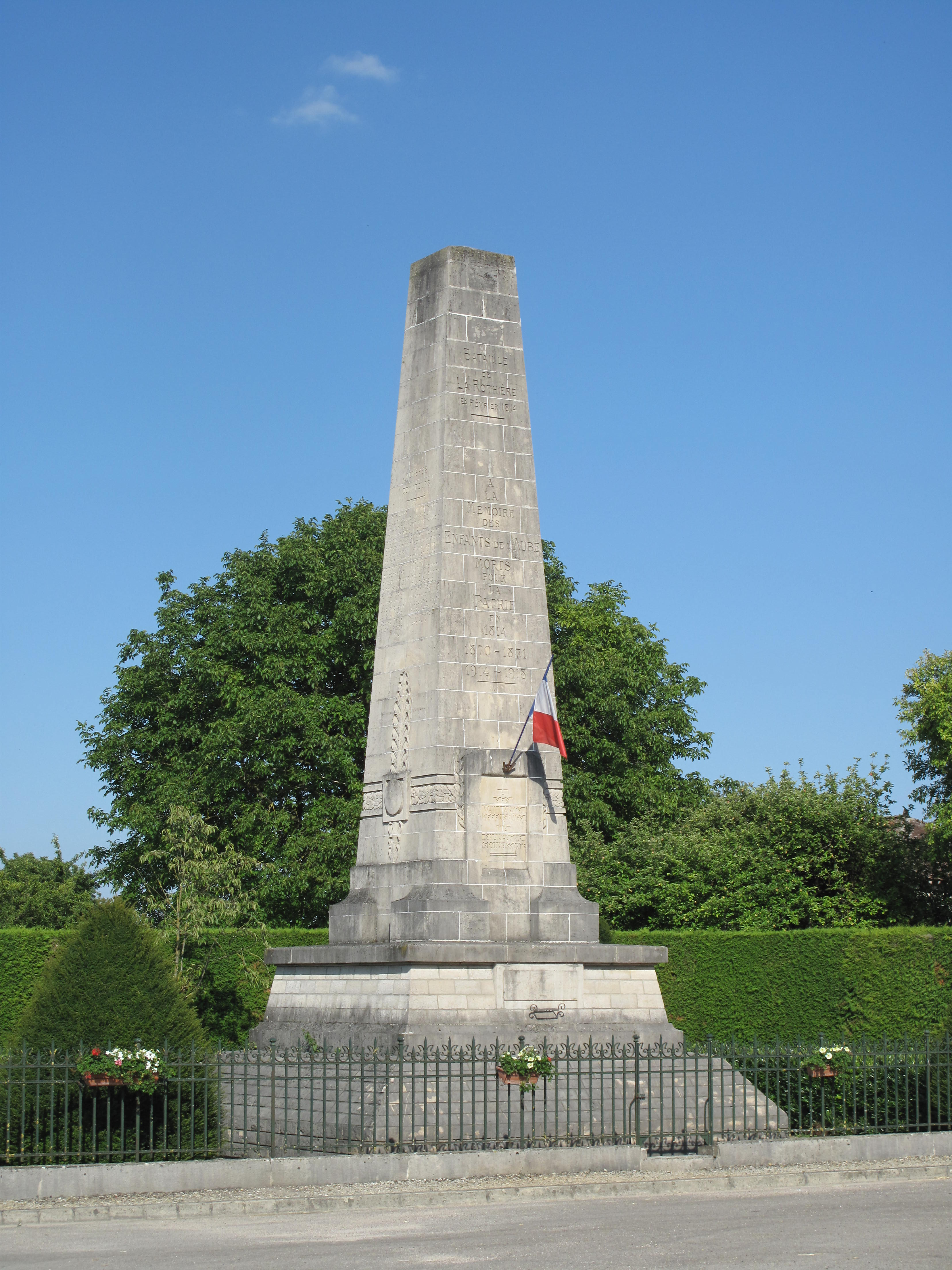
Il moderno memoriale dedicato alla battaglia

La Rothière fu fondamentalmente una ripetizione a parti invertite della battaglia di Brienne combattuta tre giorni prima: attestato in posizione difensiva, Napoleone fu colto di sorpresa dall'attacco di Blücher, ma nonostante l'inferiorità numerica tenne le sue posizioni e alla fine riuscì a trarsi d'impaccio ripiegando con il grosso della sua armata grazie alla protezione del buio; pur non così determinante, la battaglia di La Rothière fu nondimeno la prima sconfitta personale riportata dall'imperatore sul suolo di Francia nella sua carriera militare. Lo scontro era stato molto duro, con almeno 6 000 perdite tra morti, feriti e prigionieri per parte; il grosso delle perdite dei coalizzati era concentrato nel corpo russo di Sacken, che nei violenti scontri per il possesso dell'abitato di La Rothière perse da solo circa 4 000 uomini. L'armata francese dovette registrare gravi perdite in fatto di artiglieria, con almeno 50 o 60 pezzi abbandonati in mano al nemico principalmente perché le strade ridotte a pantani di fango impedirono di trascinarli via dal campo di battaglia.
I generali coalizzati furono presi dall'entusiasmo per aver inflitto una sconfitta campale al grande Napoleone, e invece di organizzare un vigoroso inseguimento persero tempo in festeggiamenti e reciproche congratulazioni. Ciò consentì a Napoleone di ripiegare con relativo ordine in direzione delle forze di Mortier attestate a Troyes, anche se una marcia forzata di due giorni e due notti in pieno inverno lungo strade innevate fu una prova durissima per gli inesperti coscritti della sua armata: almeno 4 000 o 5 000 soldati francesi gettarono le armi e disertarono i ranghi dell'armata napoleonica per tornare alle loro case.
Il successo di La Rothière aveva galvanizzato i comandi dell'Armata di Slesia, che insistevano per una immediata avanzata congiunta delle forze della coalizione in direzione di Parigi; Schwarzenberg tuttavia manteneva un atteggiamento cauto, frutto anche della posizione politica del governo di Vienna che non voleva necessariamente un crollo totale della Francia napoleonica per paura che ciò avvantaggiasse troppo Prussia e Russia nei rapporti di forza in Europa. Dopo varie discussioni, le forze dei coalizzati ripresero la marcia su Parigi divise in due tronconi: l'Armata della Slesia avanzò lungo il corso della Marna e quella di Boemia lungo il corso della
Senna, finendo di nuovo per allontanarsi l'una dall'altra. Questo consentì a Napoleone di riproporre la sua strategia volta a battere separatamente le due armate nemiche, e tra l'8 e il 14 febbraio seguenti le forze francesi inflissero una serie di imbarazzanti sconfitte alle unità di Blücher nel corso della cosiddetta "campagna dei sei giorni".